# Harrah (Oklahoma)
Harrah es una ciudad ubicada en el condado de Oklahoma en el estado estadounidense de Oklahoma. En 2010 tenía una población de 5.095 habitantes y una densidad poblacional de 165,96 personas por km².

## Geografía
Harrah se encuentra ubicada en las coordenadas 35°28′34″N 97°11′2″O / 35.47611, -97.18389 (35.476163, -97.183803).

## Demografía
Según la Oficina del Censo en 2000 los ingresos medios por hogar en la localidad eran de $40,330 y los ingresos medios por familia eran $47,712. Los hombres tenían unos ingresos medios de $35,625 frente a los $24,487 para las mujeres. La renta per cápita para la localidad era de $17,708. Alrededor del 7.0% de la población estaban por debajo del umbral de pobreza.